# Шабана Азмі
Шабана Азмі (гінді शबाना कैफ, урду شبانہ اعظمیангл. Shabana Azmi; народ. 18 вересня 1950, Азамгарх, Уттар-Прадеш, Індія) — індійська акторка, співачка та громадська діячка. П'ятиразова лауреатка Національної кінопремії за найкращу жіночу роль та трикрана лауреатка Filmfare Award за найкращу жіночу роль.

## Біографія
Шабана Каїфі Азмі народилася 18 вересня 1950 року в Азамгархе (штат Уттар-Прадеш, Індія) в сім'ї поета Каїфі Азмі (1919—2002) та активістки Шаукат Азмі. У Шабани є брат — кінооператор Баба Азмі.
З 9 грудня 1984 року одружена з поетом Джаведом Ахтаром (нар. 1945). У чоловіка є двоє дітей від першого шлюбу: Фархан і Зоя, обидва зайняті в кіноіндустрії.

## Кар'єра
Шабана закінчила курс акторської майстерності в Індійському інституті кіно і телебачення. Її першою роботою в кіно став фільм Faasla Аббаса Хваджа Ахмеда, який, однак, вийшов на екрани вже після прем'єри «Паростка» Шьяма Бенегала. Останній приніс акторці Національну кінопремію за найкращу жіночу роль. Згодом вона удостоювалася цієї нагороди ще чотири рази за роботи у фільмах «Усвідомлення»(1982), «Руїни»(1983), «Переправа»(1984) та «Хрещена» (Godmother (1999)). Подальше співробітництво з Бенегалом у фільмах «Кінець ночі» (1975), «Безумство»(1978), «Ринкова площа» (1983), Susman (1987) та Antarnaad (1991) зробило її однією з найвідоміших акторок парального кіно. Вона також працювала з такими визнаними режисерами, як Сатьяджит Рай, Мрінал Сен, Саїд Мірза, Гаутам Гхош, Саї Паранджпаї, Апарна Сен та Махеш Бхатт. У їхніх фільмах вона практикувала «природний» стиль гри, з відсутністю гриму, вираженим регіональним акцентом (області Андхра в «Ростці» і «Кінці ночі» та парсі в «Пестонджі») та театральною технікою чергування недбалих жестів та драматичних пауз.
Шабана відома також як політична активістка, що піклується про мешканців нетрів і безпритульних, а також протистоїть різним антигромадськими організаціями, які відіграли значну роль, наприклад, у громадських заворушеннях 1993 року в Бомбеї. 1988 року акторка була нагороджена четвертою за значущістю громадянською нагородою Індії — орденом Падма Шрі. У 1998 році була номінована у верхню палату парламенту Індії — Радж'я Сабха.